# Katsuyuki Kawachi
Katsuyuki Kawachi (Prefectura d'Hiroshima, 27 d'abril de 1955) és exfutbolista japonès que disputà tres partits amb la selecció japonesa.